# 等度连续
在数学分析中，一个函数集合被称为等度连续的，如果其中的函数都是连续的并且当自变量变动时，它们的取值都在“相同程度”的范围中浮动。一般来说，集合里的函数是有限个或可数无限个。
等度连续最早出现在阿尔泽拉-阿斯科利定理中。阿尔泽拉—阿斯科利定理说明，考虑某个紧豪斯多夫空间X，以及建立在它上面的连续函数的集合C(X)的一个子集，这个子集是紧集当且仅当它是闭集。作为结论，C(X) 里的一个函数序列一致收敛当且仅当它是等度连续的，并且逐点收敛。

## 定义
设 {\displaystyle (f_{i})_{i\in I}} 为从拓扑空间 E 射到度量空间 F 的一组函数。{\displaystyle (f_{i})_{i\in I}} 是等度连续的当且仅当
{\displaystyle \forall \varepsilon >0,\forall x\in E,\exists V\in {\mathcal {V}}(x),\forall i\in I,\forall y\in V,d(f_{i}(x),f_{i}(y))\leq \varepsilon }
如果拓扑空间 E 上定义了一个距离，那么一组函数 {\displaystyle (f_{i})_{i\in I}} 是一致等度连续的当且仅当
{\displaystyle \forall \varepsilon >0,\exists \eta >0,\forall i\in I,\forall x\in E,\forall y\in B(x,\eta ),d(f_{i}(x),f_{i}(y))\leq \varepsilon }
作为对比，命题：“一组函数 {\displaystyle (f_{i})_{i\in I}} 全都是连续的”的数学化形式如下：
{\displaystyle \forall i\in I,\forall \varepsilon >0,\forall x\in E,\exists V\in {\mathcal {V}}(x),\forall y\in V,d(f_{i}(x),f_{i}(y))\leq \varepsilon }
可以看出，对于一般的连续性，邻域 V 的选择是随 i 而变的，也就是说对每个函数，浮动的形式都不一样。而对于等度连续，邻域 V 的选择不随 i 而变，只取决于 x 和 {\displaystyle \varepsilon }。而在一致等度连续中，V 的选择只取决于 {\displaystyle \varepsilon } 了。